# Departamento de Caldera
El Departamento de Caldera fue una de las primeras entidades territoriales que subdividieron la Provincia de Atacama, siendo su comuna cabecera departamental el Puerto de Caldera. Fue creado el 12 de julio de 1853 a partir del Departamento de Copiapó, esto dictado por la Ley de 1853, mientras que se disolvio el 14 de enero de 1884, dando a luz a los departamentos de Taltal y Chañaral, Actualmente sería el equivalente a la comuna de Caldera y parte de Taltal.

## Historia
El departamento de Caldera fue creado a raíz de la comuna de Caldera, está siendo segregada de Copiapó en 1853, esta contaba con una municipalidad, y al pasar del tiempo se le fueron sumando más subdelegaciones. En 1884 sería dividida en Chañaral y Taltal.

## Administración
El departamento esta subdividido en la comuna de caldera, siendo a su vez la cabecera departamental, mientras que se encontraba dividida en 3 subdelegaciones.
| Municipalidad | Subdelegaciones   |
| ------------- | ----------------- |
| Caldera       | Puerto de Caldera |
| Caldera       | Paposo            |
| Caldera       | Taltal            |